# Rhinebeck
Rhinebeck és una població dels Estats Units a l'estat de Nova York. Segons el cens del 2000 tenia 3.007 habitants.

## Demografia
Segons el cens del 2000, Rhinebeck tenia 3.077 habitants, 1.376 habitatges, i 690 famílies. La densitat de població era de 733,4 habitants per km².
Dels 1.376 habitatges en un 19,7% hi vivien nens de menys de 18 anys, en un 40,7% hi vivien parelles casades, en un 7,5% dones solteres, i en un 49,8% no eren unitats familiars. En el 43,6% dels habitatges hi vivien persones soles el 22,7% de les quals corresponia a persones de 65 anys o més que vivien soles. El nombre mitjà de persones vivint en cada habitatge era de 2 i el nombre mitjà de persones que vivien en cada família era de 2,78.
Per edats la població es repartia de la següent manera: un 18,9% tenia menys de 18 anys, un 4,8% entre 18 i 24, un 23,3% entre 25 i 44, un 24,2% de 45 a 60 i un 28,7% 65 anys o més.
L'edat mediana era de 47 anys. Per cada 100 dones de 18 o més anys hi havia 70,5 homes.
La renda mediana per habitatge era de 41.639 $ i la renda mediana per família de 57.000 $. Els homes tenien una renda mediana de 46.653 $ mentre que les dones 40.058 $. La renda per capita de la població era de 28.773 $. Entorn del 3,4% de les famílies i el 9,2% de la població estaven per davall del llindar de pobresa.